# فهرست آثار تاریخی گلستان
گنبد کاووس یا گنبد قابوس بنایی تاریخی از سده چهارم هجری است که در گنبد کاووس، شمال شرقی ایران قرار دارد. سبک معماری بنا شیوه رازی است.
این بنا که یکی از بلندترین بناهای آجری جهان به‌شمار می‌آید بر فراز تپه‌ای خاکی که قریب پانزده متر از سطح زمین بلندتر است قرار دارد. این بنا در سال (۳۹۷ هجری قمری برابر با ۳۷۵ هجری خورشیدی) و در زمان سلطنت شمس المعالی قابوس بن وشمگیر و در شهر جرجان که پایتخت پادشاهان آن دیار بوده، بنا گردیده‌است.
پروفسور آرتور پوپ در مورد این بنا چنین نوشته‌است:

در زیر سمت شرق کوه‌های البرز و در برابر صحراهای پهناور آسیا یکی از بزرگ‌ترین شاهکارهای معماری ایران با تمام شکوه و عظمت خود قد برافراشته‌است. این بنا گنبد قابوس بقعه آرامگاه قابوس بن وشمگیر می‌باشد و برج آرامگاه از هرگونه آرایش مبراست. جنگنده‌ای با نیروی ایمان در نبرد رودرروی، پادشاهی شاعر در نبرد با ابدیت، آیا آرامگاهی چنین عظیم و مقتدر وجود دارد.

و ویل دورانت در مورد آن نوشته‌است:

جرجان در قرن ۱۰ میلادی (عصر زیاریان) یکی از ولایت‌های بزرگ ایران بود و به امیران روشنفکر اشتهار داشت، مثل شمس المعالی قابوس وشمگیر که ابن سینا را به دربار خود خواند. این شهر گنبدی ۵۲ متری دارد.

## مشخصات سازه
گنبد قابوس شامل ۲ قسمت است:
- ۱-پی یا پای بست بنا و بدنه
- ۲-گنبد مخروطی

پی سازی بنا از زمین سفت شروع و تا ارتفاع حدود ۱۵ متری با آجر و مصالح مشابه خود بنا انجام شده‌است.
درون پای بست سردابی وجود داشته که پاکار طاق آن هنوز بر جای است ولی بر اثر کاوش‌های پیاپی کاوشگران که در پی گنج بوده‌اند آثاری از کف آن بر جای نمانده‌است.
بدنه مدور خارجی گنبد قابوس دارای ۱۵ تَرَک (دندانه نود درجه) می‌باشد (همانند ستاره ده پر) این ترک‌ها که در اطراف آن و به فواصل مساوی از یکدیگر قرار دارند، از پای بست بنا شروع و تا زیر سقف گنبدی ادامه می‌یابد و میان این ترک‌ها با کوهه‌ای آجری پر شده‌است. راًس این ترک‌ها (به جز در ورودی) به اندازه ۱٫۳۴ متر از یکدیگر فاصله دارند. قطر داخلی گنبد به طول ۹ متر و ۷۰ سانتی‌متر و قطر آن از قاعدهً ترک‌ها بطول ۱۴ متر و ۶۶ سانتی‌متر و طول قطر آن از رأس ترک‌ها یا به عبارتی قطر پای بست آن ۱۷ متر و ۶ سانتی‌متر می‌باشد ضخامت میل از پایین به بالا کرنش کمی دارد و در ارتفاع ۳۷ متری گنبد مخروطی بنای برج را تکمیل می‌کند.
این گنبد که با آجرهای مخصوص دنباله‌دار کفشکی ساخته شده‌است، دو پوسته‌است. گنبد درونی مانند گنبدهای خاکی به شکل نیم تخم مرغی و از آجر معمولی است و پوسته بیرونی با آجر دنباله دار.
ارتفاع این گنبد مخروطی ۱۸ متر است و در بدنه شرقی روزنه‌ای تعبیه شده که ارتفاع آن یک متر و نود سانتیمتر است. عرض روزنه در قسمت بالا ۷۳ و در وسط ۷۵ و در پایین ۸۰ است. در ضلع جنوبی آن یک ورودی می‌باشد که ۵/۱ متر عرض و ۵۵/۵ متر ارتفاع دارد. در درون طاق هلالی سر در آن، مقرنسی است که به نظر می‌رسد در مراحل نخستین پیشرفت این نوع تزئینات معماری و گچ بری است. شاید این مقرنس ساده و در عین حال زیبا از اولین نمونه‌های مقرنس سازی در بناهای اسلامی باشد که بتدریج تکمیل شده‌است. دکتر ویلسن آمریکایی نماینده دانشگاه پنسیلوانی نیز در بازدید و تحقیقاتی که از این بنا داشته راجع به این مقرنس‌ها چنین نوشته‌است: بالای در، داخل هلال مدخل گیلویی مقرنسی است که در مراحل اولیه ترقی می‌باشد و این یکی از نمونه‌های تزئینی است از اصول یک معماری که بعد اهمیت پیدا کرده‌است. دو ردیف کتیبه کوفی به صورت کمربند وار بدنه را آرایش کرده‌است که یک ردیف آن در ۸ متری پای آن و دیگری بالا در زیر گنبد مخروطی قرار دارند. نوع نوشته کوفی کتیبه‌ها ساده و آجری است و حروف آن آرایش ندارند. بر جسته و خوانا می‌باشد و حاشیه دور آن‌ها قاب مستطیلی شکلی است از آجر.

## متن کتیبه‌ها
متن کتیبه‌های سازه چنین است:

- بسم الله الرحمن الرحیم
- هذ القصر العالی
- الامیر شمس المعالی
- الامیر ابن الامیر
- قابوس بن وشمگیر
- امر به نبائه فی حیاتی
- سنه سبع و خمسین و ثلثماته قمریه
- و سنه خمس و سبعین و ثلثماته
- برگردان:
- به نام خداوند بخشنده مهربان
- این است کاخ باشکوه
- امیر شمس معالی
- امیر پسر امیر
- قابوس فرزند وُشمگیر

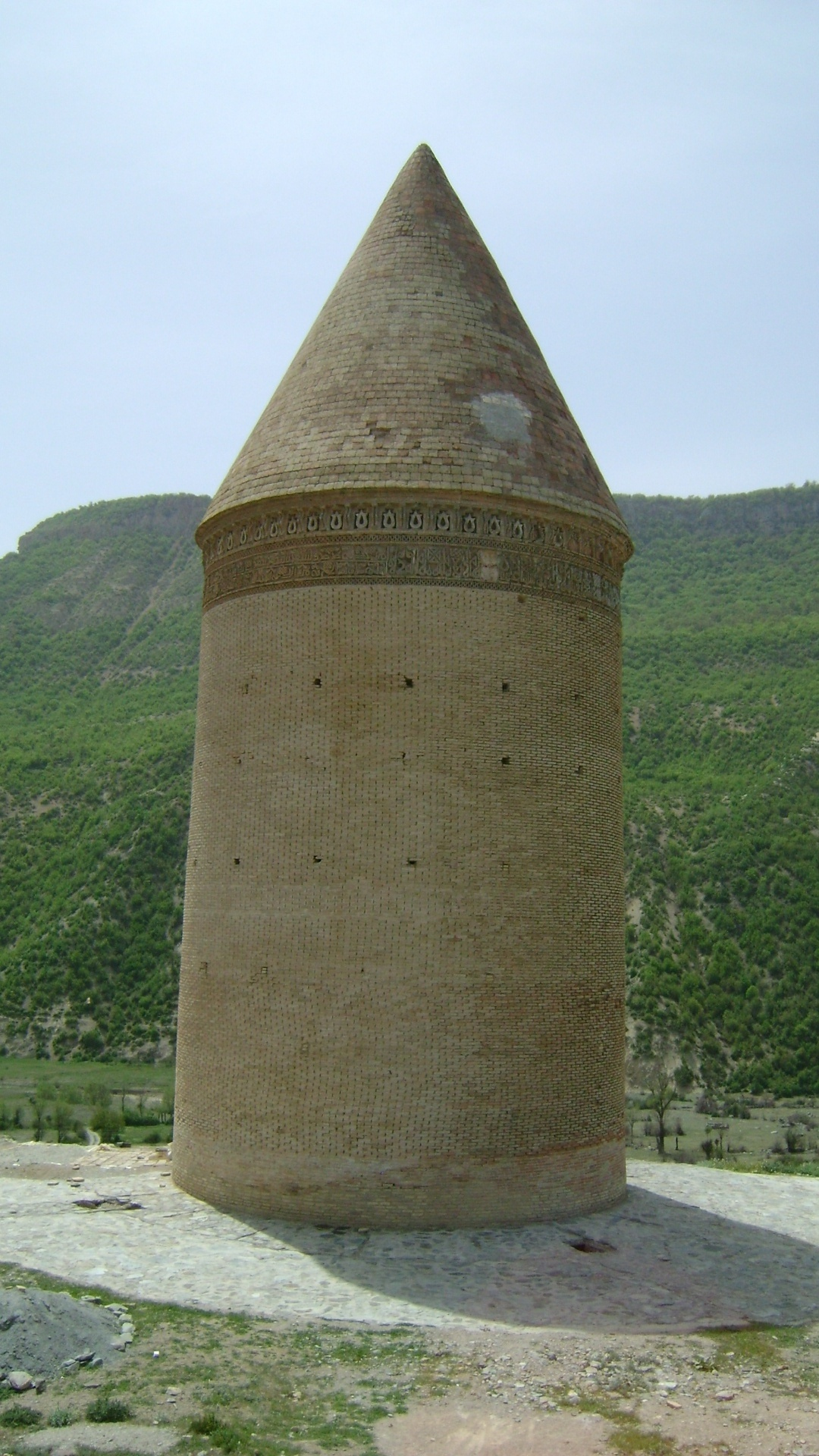
برج آجری رادکان.

- فرمان داد به ساخت آن در زندگی خویش
- سال سیصد و نود و هفت قمری
- و سال سیصد و هفتاد و پنج (یزدگردی)

میل رادکان یا گنبد رادکان، در ۴ کیلومتری جنوب شرقی روستای رادکان و در ۴۲ کیلومتری جنوب کردکوی و ۵۴ کیلومتری جنوب غربی گرگان و ۱۱۷ کیلومتری برج گنبد قابوس در یک منطقه کوهستانی - جنگلی و بر فراز تپه با صفایی که دارای موفقعیت خاص طبیعی و سوق‌الجیشی است در دامنه جنوبی سلسله جبال البرز و دره‌ها و تراس‌های حاشیه شمالی رودخانه نکا که از شرق به غرب جریان دارد قرار دارد.
این گنبد در امتداد گنبدهای لاجیم ورسک در کنار شاهراه منتهی به شاهکوه، گردنه شمشیر بر، چشمه علی، جهان نما، بخش یانه سر، بر فراز تپه‌ای که از دور نمایان است، به منظور راهنمایی رهگذران و مسافران ساخته شده‌است. بعدها از این بنا به‌عنوان آرامگاه بانی آن استفاده کرده‌اند. این گنبد مدفن یکی از اسپهبدان آل باوند طبرستان به نام ابوجعفر محمدبن وندربن باوندی است.
بر کتیبه‌ای که در زیر گنبد دیده می‌شود، ساخت آن در ۴۰۷ هجری قمری در زمان فرمانروایی اسپهبد ابوجعفر آغاز و در ۴۱۱ هجری قمری بدست احمدبن عمر به پایان رسید. این بنا از دو قسمت گنبد و بدنه تشکیل شده‌است. گنبد آن به صورت ترک (مخروطی شکل) و دو پوشه است، که بیش از ۳۵ متر ارتفاع دارد. بدنه بسیار ساده و دارای آجر چینی معمولی و دارای تزئینات آجرکاری و گچ بری است. به منظور استحکام بخشی بیشتر حد فاصل بندهای آجرها با فشار انگشت دست به داخل فشرده شده‌است که قابل توجه می‌باشد.
در فواصل معیین سوراخ‌هایی به چشم می‌خورد که جای داربست بوده که در هنگام احداث بنا تعبیه شده‌است. ورودی هلالی شکل آن در ضلع جنوبی گنبد قرار دارد. زیباترین قسمت بنا در بخش فوقانی آن قرار دارد، که عبارت از دو ردیف قطار بندی و دو کتیبه کوفی و پهلوی است که در میان تزئینات آجرکاری و گچ بری که نام بانی و تاریخ ساخت بر آن نوشته شده‌است. طرح داخلی گنبد رادکان مدور و دارای نمایی ساده و اندود گچ و آهک است. در تمام بدنه بنا آجر و ملات گچ و آهک بکار رفته‌است.

## نگارخانه
